# Adão Abade
Adão Abade (Petazio, atual Petacciato, c. 990 – 3 de maio de 1060 ou 1070) foi um monge beneditino e santo italiano que viveu na Idade Média.
Batizado na cidade de Guglionesi, já religioso promoveu a união dos povos ao sul da Itália sob Rogério II da Sicília.